# منتخب الكونغو تحت 17 سنة لكرة القدم
منتخب جمهورية الكونغو تحت 17 سنة لكرة القدم (بالفرنسية: Équipe du Congo des moins de 17 ans de football)‏ هو ممثل جمهورية الكونغو الرسمي في المنافسات الدولية في كرة القدم في فئة كرة قدم تحت 17 سنة للرجال، يديريه اتحاد الكونغو لكرة القدم.